# Urban TV
 (mai 2010).
Si vous disposez d'ouvrages ou d'articles de référence ou si vous connaissez des sites web de qualité traitant du thème abordé ici, merci de compléter l'article en donnant les références utiles à sa vérifiabilité et en les liant à la section « Notes et références ».
Urban TV est un réseau de magazines bimensuels gratuits de presse de télévision. 

## Histoire
Urban TV est créé en 2001, à Strasbourg par Lionel Beaudouin et à Besançon par Martial Troncin et jacques Fuster puis par la suite à Bayonne avec Didier Granpierre et Jh rouillon deux années après. La marque est développée en 2002, par la société Média France Développement. Au fil des années, la marque a su s’implanter dans plusieurs villes (et leur bassin de consommation)et se créer un fidèle lectorat. Un développement important et perenne se localise dans  le Nord et Nord Est de la France grâce à l'action efficace de l'agence de Strasbourg gérée par Lionel Beaudouin ,un peu plus délicate dans les autres régions.

## Le réseau
Aujourd’hui, le réseau d'indépendants Urban TV est présent sur seize villes telles que Besançon, Strasbourg, Reims, Metz, Châlon sur Saône, Pontarlier Bar le Duc-vitry-St dizier, Charleville, dans le Pays basque, à Pau, Dax, Mont de Marsan, Tarbes, Angoulême, Castres… Urban TV est un réseau sous licence de marque en plein essor et présente le double avantage d'accompagner ses licenciés sans avoir de royalties.

## Contenu éditorial
14 jours de programmes télévisés : l’ensemble des chaînes hertziennes françaises, une sélection des meilleures chaînes du câble, du satellite, et de la TNT.
- l’agenda local des concerts, des expositions, des sorties théâtres et cinémas
- des articles sur l’actualité people, multimédia, DVD...
- des rubriques horoscope, jeux, recettes de cuisine…
- des éditions spéciales avec, en plus, à l’intérieur du magazine, un cahier sur le mariage, l’habitat, le shopping, le bien-être, etc.
- un quatorzomadaire reconnu et efficace très souvent plagié en particulier à Strasbourg ou de nombreux magazines programme tv ont éclos et sont disparus...

## Tirage et diffusion
Actuellement, Urban Tv est édité à 661 000 exemplaires et l'ensemble des différentes éditions compte 1,65 million de lecteurs (chiffres relevés en janvier 2010). Urban TV est diffusé en dépôts dans les boulangeries et commerces de proximité.
L'application Urban Tv a été développée par la société Lantoki SaaS située à Bayonne. La société est spécialisée dans le développement de logiciels métier et  d'applications web
https://lantoki.fr/realisation/8